# Papilio matusiki
Papilio matusiki là một loài bướm thuộc họ Bướm phượng (Papilionidae). 
Loài Papilio matusiki được mô tả năm 1986 bởi Johnson et Rozycki. Loài bướm Papilio matusiki sinh sống ở .